# (2819) Ensor
(2819) Ensor ist ein Asteroid des Hauptgürtels, der am 20. Oktober 1933 vom belgischen Astronomen Eugène Joseph Delporte an der königlichen Sternwarte in Ukkel entdeckt wurde.
Der Asteroid ist dem belgischen Maler und Expressionisten James Ensor gewidmet.